# Russinger (Familie)

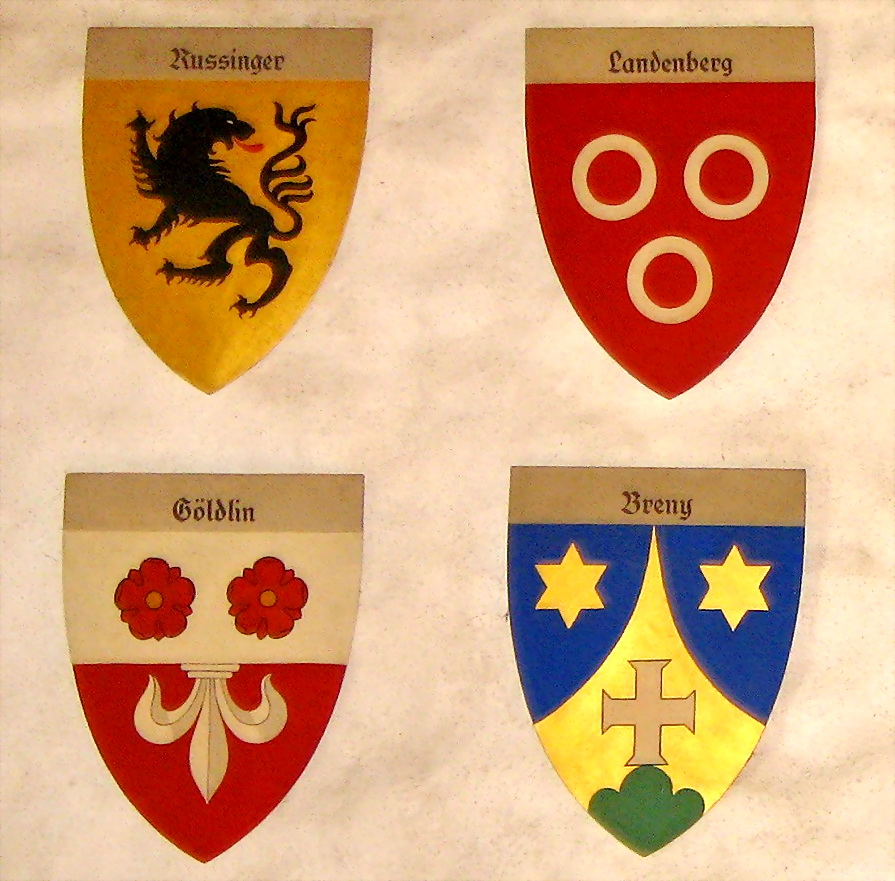
Oben links Wappen der Russinger im Breny-Turm in Rapperswil

Russinger ist der Familienname eines alten Schweizer Geschlechts aus Rapperswil. Die Familie Russinger stellte Ministerialen der Grafen von Rapperswil, Vögte, Fürstäbte und Äbtissinnen, Bürgermeister, Richter, Gerichtsschreiber.

## Bekannte Namensträger
Stammvater
- Bilgri Russinger der Ältere († 1398, Burgvogt von Rapperswil) und Elsbeth von Wartensee[1][2].

Kinder
- Georg Russinger (1410–1439), Abt des  Klosters Muri
- Heinrich Russinger der Ältere († 1412), Statthalter von Rapperswil, verheiratet mit Margareta von  Tierberg

Neffen und Nichten und weitere Nachkommen
- Margaretha Russinger, verheiratet mit Heinrich von Tor
- Verena Russinger (1430–1436 Äbtissin des  Klosters Magdenau)
- Heinrich Russinger (erwähnt 1446–1464, Statthalter in Rapperswil)
- Hans Russinger (erwähnt 1475; † 1502), Sohn des Heinrich, Burgvogt in Rapperswil

Söhne und Enkel des Hans Russinger
- Johann Jakob Russinger († 1549, Fürstabt des Klosters Pfäfers)
- Marx Russinger, Herr zu Schloss Wildenstein, gewesener Richter und Schultheiss zu Rapperswil, Basler Bürger ab 1529; † 1531 gefallen in der Schlacht am Gubel
- Hans Jakob Russinger (1520–1557), Sohn des Marx Russinger verheiratet mit Margarethe (1521–1589), Tochter des Theodor Brand  (1488–1558)

## Beziehungen zu bekannten Persönlichkeiten
Johann Jacob Russinger, der Fürstabt von Pfäfers, beschloss mit der Stadt Zürich ein geheimes Burgrecht und unterhielt um 1522/1523 sehr enge Beziehungen zu Huldrych Zwingli. Er gewährte im Jahr 1535 dem Schweizer Arzt und Sozialethiker Paracelsus (1493–1541) einen Aufenthalt in Pfäfers. In dieser Zeit verfasste Paracelsus einen medizinischen Ratgeber. Dieser medizinischen Ratgeber ist als Handschrift (Autograf) erhalten geblieben und wird heute im Stiftsarchiv St. Gallen aufbewahrt.